# 4911 Rosenzweig
4911 Rosenzweig este un asteroid din centura principală, descoperit pe 16 octombrie 1953.